# Ferie med bjørn på
Ferie med bjørn på (eng: The Great Outdoors) er en amerikansk komediefilm fra 1988 instrueret af Howard Deutch, skrevet af John Hughes og med Dan Aykroyd og John Candy i hovedrollerne. Ferie med bjørn på var Annette Benings første spillefilm.

## Medvirkende
- Dan Aykroyd
- John Candy
- Annette Bening
- Stephanie Faracy
- Chris Young
- Lucy Deakins
- Ian Giatti